# Det fornnordiska dygnet

Figur över det fornnordiska dygnet

Begreppet ättmål eller etmål är benämningen på det gamla ätt- eller åttaindelade dygnet som användes i den fornnordiska kulturkretsen. Det fornnordiska dygnet delades in i åtta enheter på ungefär tre timmar var. Ätterna delades i sin tur in i stunder. Enligt den mytologiska Poetiska Eddan inleds dygnet med nattens början, inte som i den gregorianska kalendern där dygnet inleds vid midnatt. Stunderna bör inte ses som exakta tidsangivelser utan snarare som en uppskattning, detta gjordes med hjälp av solens läge och skuggornas längd under dagen samt stjärnornas placering om natten. För att tala om tiden användes solens färd över himlavalvet som markör. Svar på frågan vilken tid på dygnet det är kan exempelvis vara att tiden är halv väster eller att det är hög dag.

## Förklaring av figuren
- I. Morgon
- II. Dag
- III. Afton
- IV. Natt

## Dygnsindelningen i ätter
- 1A. Morgon
- 1B. Midmorgon
- 2A. Förmiddag
- 2B. Dagmål
- 3A. Dag
- 3B. Middag
- 4A. Eftermiddag
- 4B. Eikt
- 5A. Afton
- 5B. Midafton
- 6A. Stundande natt
- 6B. Nattmål
- 7A. Natt
- 7B. Midnatt
- 8A. Lidande natt
- 8B. Otta

Dygnet börjar som ovan förklarat med Stundande natt (6A) och natten (VI) fortsätter till och med ätten Ottan (8B). Morgonen består i sin tur av ätterna Morgon (1A) och Midmorgon (1B). Dagen består av ätterna Förmiddag (2A) till och med Eikt (4B). Aftonen består av ätterna Aftonen (5A) och Midafton (5b).
Enligt Enoksen är det med hjälp av Johan Gustaf Liljegren från skriften Tusende Års Calender som dygnets gamla indelning kan återskapas.